# Quảng Vinh (xã)
Quảng Vinh là một xã thuộc huyện Quảng Điền, thành phố Huế, Việt Nam.
Xã có diện tích 19,69 km², dân số năm 1999 là 10.308 người, mật độ dân số đạt 524 người/km².

## Hành chính
Từ năm 2019 (theo Quyết định 2378/QĐ-UBND tỉnh), xã Quảng Vinh có 13 thôn, gồm:
1. Lai Lâm
2. Đức Trọng
3. Phe Ba
4. Đồng Bào
5. Phổ Lại
6. Ô Sa
7. Cao Xá
8. Cổ Tháp
9. Lai Trung
10. Nam Dương
11. Đông Lâm
12. Sơn Tùng
13. Thanh Cần-Trọng Đức.